# Achy Obejas
Achy Obejas (sinh ngày 28 tháng 6 năm 1956) là một nhà văn nữ và dịch giả người Mỹ gốc Cuba tập trung vào các vấn đề cá nhân và quốc gia, sống ở Oakland, California. Achy Obejas thường xuyên viết về tình dục và quốc tịch của mình, và đã nhận được nhiều giải thưởng cho công việc sáng tạo của mình. Những câu chuyện và bài thơ của Obejas đã xuất hiện trên Prairie Schooner, Tạp chí Thứ tư Thứ năm, TriQuarterly, Tạp chí Chicago khác và nhiều ấn phẩm khác. Một số tác phẩm của Achy Obejas ban đầu được xuất bản trên Esto no tiene nombre, một tạp chí đồng tính nữ Latina được xuất bản và chỉnh sửa bởi tatiana de la tierra, đã đưa ra tiếng nói cho cộng đồng đồng tính nữ Latina. Achy Obejas làm việc với tư cách là một nhà báo ở Chicago trong hơn hai thập kỷ, và hiện là Nhà văn Tham quan nổi bật tại Đại học Mills ở Oakland, California, nơi cô dạy cách viết văn sáng tạo.

## Đời tư
Achy Obejas sinh ngày 28 tháng 6 năm 1956 tại Havana, Cuba. Sau khi di cư sang Hoa Kỳ năm 6 tuổi, cô sống ở Michigan City, Indiana và theo học Đại học Indiana từ năm 1977 đến 1979, khi cô chuyển đến Chicago.

### Quốc tịch
Ở tuổi 39, Obejas thăm lại Cuba. Những suy ngẫm về quê hương của cô được phân tán trong suốt các tác phẩm, chẳng hạn như trong tập truyện We Came All the Way from Cuba So You Could Dress Like This?  Mặc dù cô đã sống ở Trung Tây từ khi còn nhỏ, Obejas nói rằng nguồn gốc Cuba tiếp tục là một chi tiết xác định trong cuộc sống của cô. Trong một cuộc phỏng vấn với Gregg Shapiro, Achy Obejas đã thảo luận về tính hai mặt kỳ dị của việc lớn lên ở Mỹ nhưng không thực sự được xác định là người Mỹ:

### Tình dục
Obejas khẳng định là một người đồng tính nữ và thường xuyên đề cập đến tình dục trong văn bản của mình. Mặc dù cô thường viết về cuộc đấu tranh của các nhân vật của mình với tình dục và sự chấp nhận của gia đình, nhưng trong một cuộc phỏng vấn với tờ Chicago LGBT của tờ Windy City Times, Achy Obejas nói rằng cô không gặp phải vấn đề gia đình quan trọng vì tình dục của mình: